# Brühl (Rheinland)
Brühl település Németországban, azon belül Észak-Rajna-Vesztfália tartományban. Lakosainak száma 45 515 fő (2023. december 31.).

## Története
Brühl írott forrásban elsőként 1180-ban tűnik fel már Brule nevén. A kölni érsekeknek már a 12. században volt itt birtokuk és vadasparkjuk. 1284-ben Siegfried von Westerburg kölni érsek építtetett egy vizesárokkal körülvett várat, amely 1298-ra készült el. Walram von Jülich érsek alatt a várat megerősítették. Ez a vár 1689-ig maradt fenn, ekkor a franciák lerombolták.

## Turistalátványosságok
- Augustusburg és Falkenlust kastélyok

## Népesség
A település népességének változása:
| Lakosok száma | 44 305 | 44 768 | 44 144 | 44 397 | 43 998 | 44 804 | 45 515 |
|               | 1975   | 2015   | 2017   | 2019   | 2021   | 2022   | 2023   |

## Híres szülöttei
- 1836. szeptember 7., August Toepler (1836–1912), fizikus
- 1891. április 2., Max Ernst (1891–1976), festő, grafikus, szobrász, költő

## Galéria

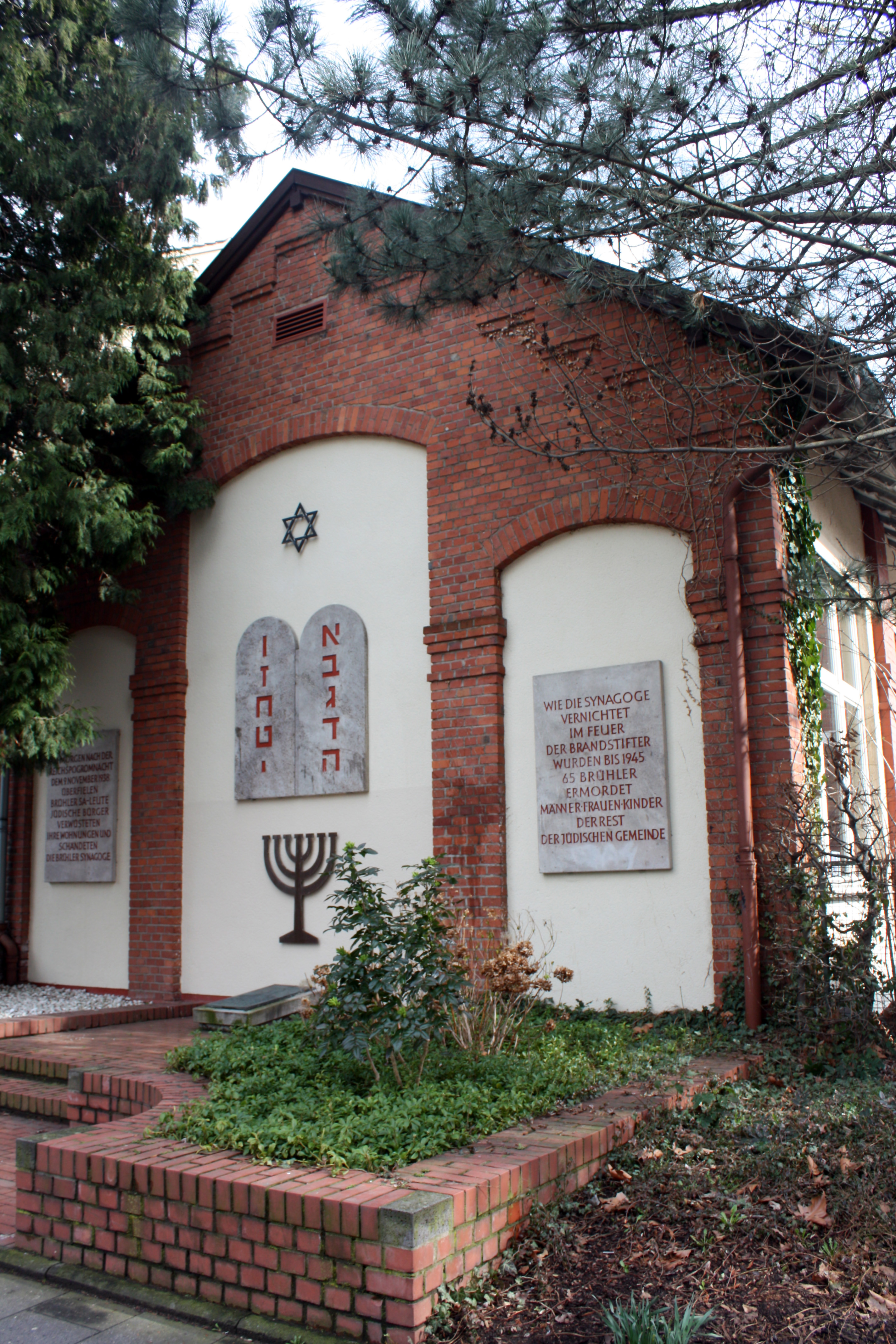
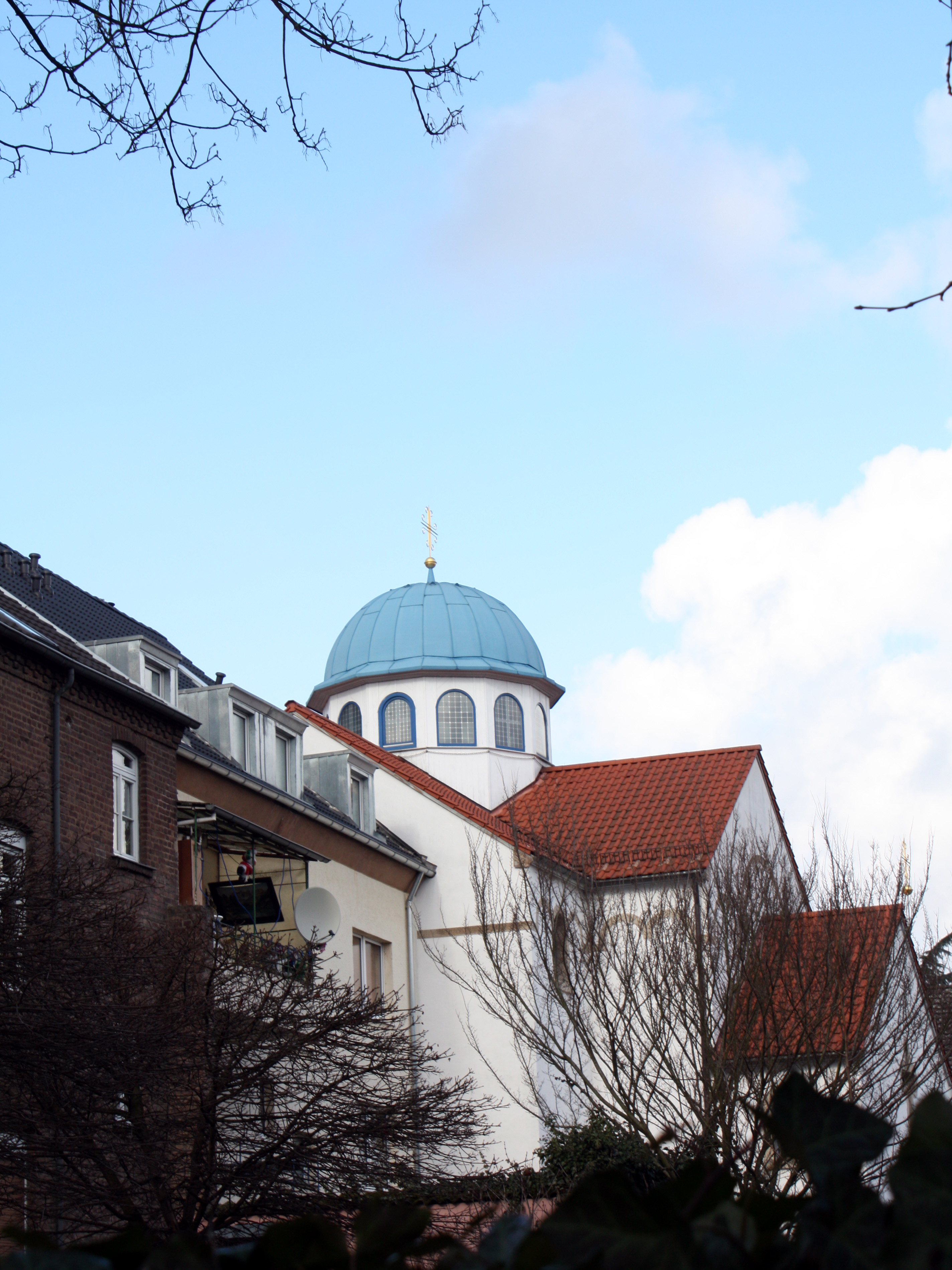